# (4476) Bernstein
(4476) Bernstein ist ein Hauptgürtelasteroid, der am 19. Februar 1983 von Ted Bowell vom Lowell-Observatorium aus entdeckt wurde.